# Seznam těžních věží v Česku
Tento článek obsahuje seznam zachovalých těžních věží na území Česka. Jsou tříděny dle suroviny, která tvoří největší část surovin souvisejícím dolem vytěžených.

## Těžba černého uhlí
| Jméno dolu         | Pánev                  | Okres         | Začátek těžby   | Konec těžby | Přesná poloha                    | Poznámka                                |
| ------------------ | ---------------------- | ------------- | --------------- | ----------- | -------------------------------- | --------------------------------------- |
| 9. květen          | Ostravsko-karvinská    | Karviná       | 1960            | 2016        | 49°48′ s. š., 18°30′11″ v. d.    |                                         |
| Alexander          | Ostravsko-karvinská    | Ostrava-město | 1898            | 1992        | 49°48′40″ s. š., 18°17′51″ v. d. |                                         |
| Anselm             | Ostravsko-karvinská    | Ostrava-město | 1835            | 1991        | 49°52′7″ s. š., 18°15′53″ v. d.  | funkční jako muzeum                     |
| Barbora            | Ostravsko-karvinská    | Karviná       | 1910            | 2002        | 49°49′24″ s. š., 18°28′30″ v. d. |                                         |
| Chlebovice         | Podbeskydská           | Frýdek-Místek | 1971            | 2017        | 49°40′9″ s. š., 18°15′36″ v. d.  |                                         |
| ČSA – Jan Karel    | Ostravsko-karvinská    | Karviná       | 1862            | 2021        | 49°50′30″ s. š., 18°29′50″ v. d. |                                         |
| ČSM – jih          | Ostravsko-karvinská    | Karviná       | 1968            | provozní    | 49°48′10″ s. š., 18°33′19″ v. d. |                                         |
| ČSM – sever        | Ostravsko-karvinská    | Karviná       | 1968            | provozní    | 49°49′3″ s. š., 18°32′55″ v. d.  |                                         |
| Darkov             | Ostravsko-karvinská    | Karviná       | 1982            | 2021        | 49°49′48″ s. š., 18°31′31″ v. d. |                                         |
| František          | Ostravsko-karvinská    | Karviná       | 1913            | 1999        | 49°48′18″ s. š., 18°28′16″ v. d. |                                         |
| Jáma Františka     | Žacléřsko-svatoňovická | Trutnov       | 1814            |             | 50°40′27″ s. š., 15°55′44″ v. d. | využívání jámy ukončeno v roce 1992     |
| Frenštát           | Podbeskydská           | Nový Jičín    | nebyla zahájena |             | 49°31′19″ s. š., 18°11′57″ v. d. |                                         |
| Gabriela           | Ostravsko-karvinská    | Karviná       | 1854            | 2000        | 49°49′55″ s. š., 18°29′41″ v. d. |                                         |
| Jeremenko          | Ostravsko-karvinská    | Ostrava-město | 1896            | 1992        | 49°48′22″ s. š., 18°16′21″ v. d. | jáma využívána pro čerpání důlních vod  |
| Jindřich           | Ostravsko-karvinská    | Ostrava-město | 1861            | 1932        | 49°50′32″ s. š., 18°16′59″ v. d. | využívání jámy ukončeno v roce 1960     |
| Jáma Jiří          | Žacléřsko-svatoňovická | Trutnov       | 1819            | 1992        | 50°39′58″ s. š., 15°55′10″ v. d. |                                         |
| Jáma Julie         | Žacléřsko-svatoňovická | Trutnov       | 1855            | 1992        | 50°40′7″ s. š., 15°55′45″ v. d.  |                                         |
| Kukla              | Rosicko-oslavanská     | Brno-venkov   | 1865            | 1973        | 49°7′36″ s. š., 16°20′33″ v. d.  | využívání jámy ukončeno v roce 1985     |
| Lazy               | Ostravsko-karvinská    | Karviná       | 1892            | 2019        | 49°49′47″ s. š., 18°26′41″ v. d. |                                         |
| Mayrau             | Kladensko-rakovnická   | Kladno        | 1877            | 1997        | 50°9′56″ s. š., 14°4′58″ v. d.   |                                         |
| Michael            | Kladensko-rakovnická   | Kladno        | 1855            | 1865        | 50°11′7″ s. š., 14°10′22″ v. d.  | do roku 2000 netěžební využívání        |
| Michal             | Ostravsko-karvinská    | Ostrava-město | 1850            | 1993        | 49°50′33″ s. š., 18°20′43″ v. d. |                                         |
| Petr Bezruč        | Ostravsko-karvinská    | Ostrava-město | 1843            | 1992        | 49°50′31″ s. š., 18°18′29″ v. d. |                                         |
| Pokrok             | Ostravsko-karvinská    | Karviná       | 1913            |             | 49°49′5″ s. š., 18°22′43″ v. d.  |                                         |
| Schöller           | Kladensko-rakovnická   | Kladno        | 1902            | 2002        | 50°9′46″ s. š., 14°1′48″ v. d.   |                                         |
| Simson             | Rosicko-oslavanská     | Brno-venkov   | 1853            | 1925        | 49°9′11″ s. š., 16°20′52″ v. d.  | využívání jámy ukončeno v roce 1987     |
| Staříč             | Podbeskydská           | Frýdek-Místek | 1971            | 2017        | 49°42′4″ s. š., 18°16′16″ v. d.  |                                         |
| Sviadnov           | Podbeskydská           | Frýdek-Místek |                 |             | 49°42′4″ s. š., 18°18′54″ v. d.  |                                         |
| Větrní jáma Vrbice | Ostravsko-karvinská    | Ostrava-město | 1911            | 1992        | 49°52′26″ s. š., 18°18′25″ v. d. | uvedeno období, kdy byla jáma využívána |
| Žofie              | Ostravsko-karvinská    | Karviná       | 1871            | 1995        | 49°50′45″ s. š., 18°29′15″ v. d. | jáma využívána pro čerpání důlních vod  |

## Těžba hnědého uhlí
| Jméno dolu  | Pánev    | Okres | Začátek těžby | Konec těžby | Přesná poloha                    | Poznámka |
| ----------- | -------- | ----- | ------------- | ----------- | -------------------------------- | -------- |
| Centrum     | Mostecká | Most  | 1888          | 2016        | 50°33′26″ s. š., 13°35′25″ v. d. |          |
| Julius III  | Mostecká | Most  | 1884          | 1992        | 50°33′16″ s. š., 13°37′21″ v. d. |          |
| Kohinoor II | Mostecká | Most  | 1900          | 2002        | 50°34′46″ s. š., 13°39′16″ v. d. |          |

## Těžba uranových rud
| Jméno dolu          | Oblast těžby  | Okres            | Začátek těžby | Konec těžby | Přesná poloha                    | Poznámka                                 |
| ------------------- | ------------- | ---------------- | ------------- | ----------- | -------------------------------- | ---------------------------------------- |
| Josef               | Jáchymov      | Karlovy Vary     |               | 1964        | 50°22′7″ s. š., 12°54′53″ v. d.  | jáma využívána jako větrací              |
| Příbram, šachta 11A | Příbram       | Příbram          | 1955          | 1991        | 49°41′3″ s. š., 14°4′11″ v. d.   | začátek těžby jen přibližný              |
| Příbram, šachta 15  | Příbram       | Příbram          | 1955          | 1991        | 49°39′20″ s. š., 14°1′2″ v. d.   | začátek těžby jen přibližný              |
| Příbram, šachta 16  | Příbram       | Příbram          | 1957          | 1991        | 49°40′21″ s. š., 14°3′31″ v. d.  | začátek těžby jen přibližný              |
| Rožná I             | Dolní Rožínka | Žďár nad Sázavou | 1959          | 2017        | 49°28′51″ s. š., 16°13′19″ v. d. |                                          |
| Rožná II            | Dolní Rožínka | Žďár nad Sázavou | 1959          | 2001        | 49°29′41″ s. š., 16°12′54″ v. d. |                                          |
| Svornost            | Jáchymov      | Karlovy Vary     |               | 1963        | 50°22′21″ s. š., 12°54′41″ v. d. | jáma využívána pro čerpání radonové vody |

## Ostatní těžba
| Jméno dolu    | Surovina          | Okres      | Začátek těžby | Konec těžby | Přesná poloha                    | Poznámka                                                              |
| ------------- | ----------------- | ---------- | ------------- | ----------- | -------------------------------- | --------------------------------------------------------------------- |
| 1. máj        | lupek             | Rakovník   | 1952          |             | 50°4′47″ s. š., 13°42′47″ v. d.  | jáma využívána jako větrací pro důl Rako                              |
| jáma Kovářská | železo (magnetit) | Chomutov   | 1966          | 1997        | 50°26′44″ s. š., 13°4′38″ v. d.  | otevřena na základě ložiskového průzkumu, těžba jámou nebyla zahájena |
| Měděnec       | železo            | Chomutov   | 1968          | 1997        | 50°25′36″ s. š., 13°6′16″ v. d.  | 1992 – 1997 pro těžbu muskovitu a granátů                             |
| Prokop        | galenit           | Příbram    |               | 1978        | 49°41′8″ s. š., 13°59′43″ v. d.  | v menší míře též těžba stříbrných rud                                 |
| Rako          | lupek             | Rakovník   | 1919          | 2020        | 50°4′46″ s. š., 13°43′31″ v. d.  |                                                                       |
| Řimbaba       | galenit           | Příbram    | 1843          | 1900        | 49°39′58″ s. š., 13°57′55″ v. d. | později jáma využívána jako větrací                                   |
| Ševčinský důl | galenit           | Příbram    | 1813          | 1979        | 49°40′59″ s. š., 13°59′13″ v. d. | v menší míře též těžba stříbrných rud                                 |
| Turkaňk       | zinek, stříbro    | Kutná Hora | 1940          | 1991        | 49°58′29″ s. š., 15°16′58″ v. d. |                                                                       |